# Wrzesień 2023

## 30 września
- W katedrze Świętego Ducha w Warszawie miał miejsce uroczysty ingres Zwierzchnika Kościoła Polskokatolickiego i ordynariusza diecezji warszawskiej bp dr Andrzeja Gontarka oraz rozpoczęcie posługi biskupa pomocniczego diecezji warszawskiej bp Henryka Dąbrowskiego[1][2].

## 29 września
- Wiceprezydent Warszawy Renata Kaznowska odsłoniła w bramie Pałacu Jabłonowskich w Warszawie, tablicę upamiętniającą wiceprezydenta Warszawy Jana Około-Kułaka, który zginął w trakcie bombardowania stołecznego ratusza we wrześniu 1939 roku[3].

## 24 września
- Po przegranej III wojnie o Górski Karabach rozpoczął się Exodus Ormian z Górskiego Karabachu, podyktowany obawami przed czystkami etnicznym[4].

## 23 września
- Podczas sesji nadzwyczajnej Synodu Luterańskiego Kościoła w Wielkiej Brytanii na biskupa Kościoła wybrana została ks. Paulina Hławiczka-Trotman[5].

## 21 września
- Według badań opublikowanych w czasopiśmie Nature najstarsza znana konstrukcja drewniana, licząca 476 tys. lat, została odkryta przy wodospadzie Kalambo w Zambii[6].

## 19 września
- Wybuchła III wojna o Górski Karabach, która trwała jeden dzień[7].

## 17 września
- Sepp Kuss z klubu Jumbo-Visma został zwycięzcą 78. edycji wyścigu kolarskiego Vuelta a España[8].

## 16 września
- Podczas 13. Zgromadzenia Ogólnego Światowej Federacji Luterańskiej w Krakowie, bp Henrik Stubkjær został wybrany na nowego przewodniczącego Światowej Federacji Luterańskiej[9].
- W finale 33. edycji mistrzostw Europy w piłce siatkowej mężczyzn (rozgrywanych w Bułgarii, Izraelu, Macedonii Północnej i Włoszech) reprezentanci Polski pokonali reprezentantów Włoch wynikiem 3:0 (25:20, 25:20, 25:23). Tytuł MVP otrzymał reprezentant Polski Wilfredo León[10].

## 13 września
- Dzięki kwerendzie przeprowadzonej przez dr Bartłomieja Szyprowskiego w Mauthausen Memorial, przy udziale portalu elitadywersji.org uzyskano informację z bazy danych, iż wg. relacji czeskiego współwięźnia (Milos Stransky) cichociemny Oskar Farenholc jako John Kennedy został zamordowany w obozie koncentracyjnym KL Mauthausen w dniu 5 kwietnia 1945[11].

## 10 września
- W Markowej koło Łańcuta odbyła się msza beatyfikacyjna Józefa i Wiktorii Ulmów oraz ich siedmiorga dzieci zamordowanych przez okupantów niemieckich w ramach tzw. zbrodni w Markowej z 1944 podczas II wojny światowej. Po raz pierwszy w historii wśród beatyfikowanych było również nienarodzone dziecko. Nabożeństwu przewodniczył wysłannik papieża Franciszka, prefekt Dykasterii Spraw Kanonizacyjnych kard. Marcello Semeraro. W uroczystości uczestniczyli m.in. prezydent RP Andrzej Duda z małżonką Agatą Kornhauser–Dudą oraz premier RP Mateusz Morawiecki[12][13].
- Zakończyła się 143. edycja wielkoszlemowego turnieju tenisowego US Open, triumfatorami turniejów w grze pojedynczej zostali Novak Đoković wśród mężczyzn (wywalczył tytuł po raz 24.) oraz Coco Gauff wśród kobiet (pierwszy w karierze tytuł)[14][15].

## 9 września
- W katedrze polskokatolickiej św. Marii Magdaleny we Wrocławiu odbyła się uroczystość udzielenia sakry biskupiej czterem nowo wybranym biskupom elektom Kościoła Polskokatolickiego w Rzeczypospolitej Polskiej; zwierzchnikowi Kościoła ks. Andrzejowi Gontarkowi, będącemu z urzędu także ordynariuszem diecezji warszawskiej oraz przewodniczącym Rady Synodalnej Kościoła, ordynariuszowi diecezji krakowsko-częstochowskiej ks. inf. Antoniemu Normanowi, ordynariuszowi diecezji wrocławskiej ks. inf. Stanisławowi Bosemu oraz nowo wybranemu biskupowi pomocniczemu diecezji warszawskiej ks. Henrykowi Dąbrowskiemu[16].

## 8 września
- W nocy wystąpiło trzęsienie ziemi w Maroku, w którym zginęło ponad 2 tys. osób[17][18].

## 6 września
- W Fujian w Chinach odkryto skamielinę dinozaura, nazwaną Fujianvenator. Dinozaur miał dwie nogi i dwie inne kończyny, prawdopodobnie skrzydła, co dawało wgląd w ewolucję ptaków[19].
- JAXA wystrzeliła z Centrum Kosmicznego Tanegashima lądownik księżycowy Smart Lander for Investigating Moon (SLIM). Celem japońskiej misji będzie stanie się piątym krajem, który dokona miękkiego lądowania na Księżycu[20].

## 5 września
- Podczas IV sesji Kapituły Generalnej Kościoła Starokatolickiego Mariawitów kapł. Jarosław Maria Jan Opala został wybrany na urząd Biskupa Naczelnego Kościoła oraz biskupa diecezji warszawsko-płockiej, zaś kapł. Maria Daniel Mames na urząd biskupa-koadiutora Prowincji Francuskiej[21].